# Płoskij (obwód kurski)
Płoskij (ros. Плоский) – osiedle typu wiejskiego w zachodniej Rosji, w sielsowiecie głamazdińskim rejonu chomutowskiego w obwodzie kurskim.

## Geografia
Miejscowość położona jest 7 km od centrum administracyjnego sielsowietu głamazdińskiego (Głamazdino), 15 km od centrum administracyjnego rejonu (Chomutowka), 99,5 km od Kurska.

## Historia
Do czasu reformy administracyjnej w roku 2010 osiedle Płoskij wchodziło w skład sielsowietu malejewskiego. W tymże roku doszło do włączenia sielsowietów striekałowskiego i malejewskiego w sielsowiet głamazdiński.

## Demografia
W 2010 r. miejscowość zamieszkiwało 10 osób.